# Baghdad (мініальбом)
Baghdad — перший мініальбом американського панк-рок гурта The Offspring. Вийшов на лейблі Nemesis Records у 1991 році. У перший тиждень продажів альбом розійшовся тиражем у 3000 платівок. Baghdad більше ніколи не перевидавався, проте дві пісні з цієї платівки були перезаписані для інших платівок: Hey Joe для Go Ahead Punk...Make My Day (Nitro Records, 1996) та Baghdad для Rock Against Bush, Vol. 1 (Fat Wreck Chords, 2004). Пісня Get It Right з альбому пізніше з'явилась на другому альбомі Ignition.

## Список пісень
Джерело.
| #  | Назва                     | Тривалість |
| -- | ------------------------- | ---------- |
| 1. | «Get It Right»            | 3:07       |
| 2. | «Hey Joe (Billy Roberts)» | 2:38       |
| 3. | «Baghdad»                 | 3:17       |
| 4. | «The Blurb»               | 1:59       |